# Mirow
Mirow ( Tysk: [ˈmiːʁoː] ( lyt)) er en by i Landkreis Mecklenburgische Seenplatte i det sydlige Mecklenburg-Vorpommern, Tyskland.

## Navn (etymologi)
"Mir" betyder på slaviske sprog "fred" eller "herlighed". Navnet "Mirow" blev afledt af "villa mirowe", oversat som "fredens beliggenhed".

## Geografi
Mirow ligger midt i Mecklenburgische Seenplatte på den sydlige bred af Mirower See, som er forbundet med Müritz og Havel via et system af søer, floder og kanaler. Der er flere søer på denne kommunes område. Nabobyerne Diemitz, Fleeth, Granzow, Peetsch og Starsow blev indlemmet i byen i 2004 og er nu en del af kommunen.

### Inddeling
Følgende landsbyer hører til byen Mirow:
|                                          |                                        |                                                 |
| - Mirow - Babke - Blankenførde - Diemitz | - Flyder - Granzow - Leussow - Peetsch | - Qualzow - Roggentin - Schillersdorf - Starsow |

Derudover er boligområderne Mirowdorf, Blankenfelde, Hohenfelde, Birkenhof, Holm, Forsthof, Weinberg, Niemannslust, Diemitzer Schleuse, Fleether Mühle, Kakeldütt, Schillersdorfer Teerofen og Hohe Brücke dele af byen Mirow. 

## Historie
I 1227 grundlagde Johanniterordenen en forlægning ved Mirow-søens bred, efter at Lord Borwin 2. havde givet dem land dér; den første fjerdedel af byens våbenskjold viser stadig Johanniterordenens kors til minde om denne gave. I 1701 blev byen en del af hertugdømmet Mecklenburg-Strelitz. I 1919 fik den stadsret. Mirow er fødestedet for Charlotte af Mecklenburg-Strelitz, dronningsgemal af Georg 3. af Storbritannien.
Det barokke palads, der blev opført fra 1749 til 1760, er tegnet af Christoph Julius Löwe. Det er bemærkelsesværdigt for en balsal med stukudsmykning og for den røde salon foret med silketapet i kinesisk stil. Paladsets park i engelsk stil omfatter gravstedet for den sidste regerende storhertug af Mecklenburg-Strelitz, som døde i 1918. Den storhertugelige grav er beliggende i den gotiske Johanneskirke, som blev genopbygget efter dens fuldstændige ødelæggelse i 1945.

## Galleri
- Barok og tidlig klassicistisk Schloss Mirow , på Schlossinsel  i Mirower See
- Bro der forbinder Mirow's Schlossinsel  til Liebesinsel  (Kærlighedsøen)
- Slotskirken
- Bådehuse ved Mirower See
- Vilzsee
- Sluse ved Müritz-Elde kanalen